# محوطه دره چپی
محوطه دره چپی مربوط به دوره اشکانیان - دوره ساسانیان - سده‌های اولیه دوران‌های تاریخی پس از اسلام است و در شهرستان دره‌شهر، بخش بدره، دهستان هندمینی، ۵۰۰ متری جنوب روستای زرانگوش واقع شده و این اثر در تاریخ ۹ بهمن ۱۳۸۶ با شمارهٔ ثبت ۲۰۷۲۴ به‌عنوان یکی از آثار ملی ایران به ثبت رسیده است.